# هارموت کروگر
هارموت کروگر (انگلیسی: Hartmut Krüger؛ زادهٔ ۸ مهٔ ۱۹۵۳) بازیکن هندبال اهل آلمان بود.